# Cranichis talamancana
Cranichis talamancana är en orkidéart som beskrevs av Robert Louis Dressler. Cranichis talamancana ingår i släktet Cranichis, och familjen orkidéer.
Artens utbredningsområde är Costa Rica. Inga underarter finns listade i Catalogue of Life.